# Макасарски мореуз
Макасарски мореуз или пролаз (Selat Makasar) мореуз је измешу острва Калимантан (Борнео) и Сулавеси (Целебес), дужине око 730 а ширине 80-230 наутичких миља. 
Спаја Сулавеско са Јаванским и Флореским морем. Најважнија острва су Лаут и Себуку на југоисточној обали Калимантана. Најважније луке су Баликпапан и Макасар.
У Макасарском мореузу је дошло до поморског боја 24. јануара 1942. године између Јапанаца и Американаца, који је био први мањи успјех поморских снага САД у Другом свјетском рату.